# Luka Žorić
Luka Žorić (Zara, 5 novembre 1984) è un ex cestista croato.

## Carriera
Dal 2013 al 2015 ha militato nel Fenerbahçe.
Con la Croazia ha disputato due edizioni dei Campionati mondiali (2010, 2014) e quattro dei Campionati europei (2011, 2013, 2015, 2017).

## Statistiche

### Eurolega
| Anno      | Squadra          | PG  | PT | MP   | TC%  | 3P% | TL%  | RP  | AP  | PRP | SP  | PP   |
| --------- | ---------------- | --- | -- | ---- | ---- | --- | ---- | --- | --- | --- | --- | ---- |
| 2005-2006 | Olimpija Lubiana | 2   | 0  | 3,0  | 0,0  | -   | -    | 0,5 | 0,0 | 0,0 | 0,0 | 0,0  |
| 2007-2008 | Cibona Zagabria  | 4   | 1  | 7,0  | 60,0 | -   | -    | 0,5 | 0,0 | 0,0 | 0,0 | 1,5  |
| 2011-2012 | Málaga           | 16  | 14 | 23,7 | 52,5 | -   | 68,3 | 6,1 | 0,8 | 0,5 | 0,9 | 11,7 |
| 2012-2013 | Málaga           | 24  | 22 | 23,4 | 56,2 | -   | 75,8 | 5,2 | 0,8 | 0,3 | 1,0 | 12,4 |
| 2013-2014 | Fenerbahçe       | 24  | 7  | 18,9 | 55,6 | 0,0 | 76,9 | 3,6 | 0,2 | 0,2 | 0,6 | 8,2  |
| 2014-2015 | Fenerbahçe       | 23  | 1  | 13,0 | 54,2 | -   | 68,2 | 2,9 | 0,4 | 0,1 | 0,5 | 5,8  |
| 2015-2016 | Cedevita Junior  | 16  | 0  | 13,0 | 43,8 | -   | 90,9 | 2,1 | 0,6 | 0,3 | 0,3 | 5,2  |
| Carriera  | Carriera         | 109 | 45 | 17,7 | 53,6 | 0,0 | 74,2 | 3,8 | 0,5 | 0,3 | 0,6 | 8,3  |

## Palmarès

### Squadra
- Campionato croato: 2

K.K. Zagabria: 2010-11
Cedevita Zagabria: 2015-16
- Campionato turco: 1

Fenerbahçe Ülker: 2013-14
- Coppa del Presidente: 1

Fenerbahçe Ülker: 2013
- Coppa di Croazia: 4

Cibona Zagabria: 2002
K.K. Zagabria: 2010, 2011
Cedevita Zagabria: 2016
- Coppa di Slovenia: 1

Union Olimpija: 2006

### Individuale
- MVP Lega Adriatica: 2

KK Zagabria: 2010-11
Cibona Zagabria: 2017-18